# Бумбокс
Бумбо́кс (англ. boombox, иначе англ. ghettoblaster, англ. jambox) — тип переносного музыкального центра. Изначально так назывался переносной двухкассетный стереомагнитофон с радиоприёмником и большими динамиками. 
С 1990-х годов такой аудиоцентр комплектуется CD-проигрывателем, а сегодня в бумбоксах магнитофон (как, зачастую, и CD) уже не встречается, вытесняясь современными типами звуковых носителей.

## Появление

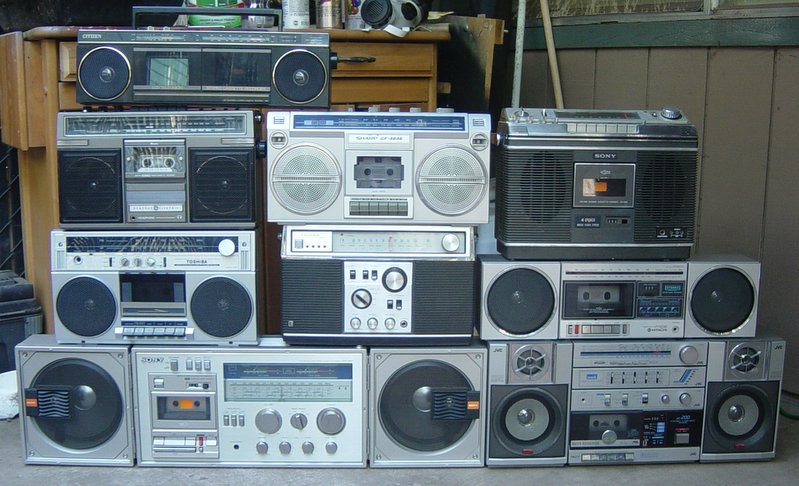
Ранние бумбоксы

Первый бумбокс был придуман в 1975 году братьями-близнецами Стейси и Скоттом Вёльфел (Stacey / Scott Woelfel), использовавшими для этого деревянный корпус со встроенными колонками и 8-дорожечной автомобильной магнитолой.
В конце 70-х различные компании представили свои бумбоксы. Но, хотя ими были созданы довольно мощные и продвинутые модели, настоящую популярность бумбоксы получили лишь в 80-х — вместе с развитием феноменов брейкданса и хип-хоп культуры.

## Геттобластер
Термин «геттобластер», синоним бумбокса, можно счесть оскорбительным или одобрительным в зависимости от контекста. Слово «геттобластер» возникло в кварталах городов Соединённых Штатов с преобладающим чернокожим населением («чёрное гетто»), независимо от их материальных возможностей. Именно «геттобластер», а не «бумбокс», стал общим термином в Великобритании и в Австралии применительно к крупным носимым стереосистемам.
Слово «геттобластер» используется в названии по крайней мере одного журнала и одной звукозаписывающей компании, а также как элемент популярного феномена афроамериканской культуры 1970-х и 1980-х годов, связанного, как правило, с фанком, хип-хопом и рэпом, брейкдансом.
В Великобритании в 1990-х годах употребление этого слова существенно сократилось в пользу термина «Брикстонский портфель» (Brixton briefcase), относящемуся к пригороду Южного Лондона с чернокожим населением Брикстон (Brixton).

## В культуре
Компания Виргин Геймз в 1985 году выпустила свою игру Ghetto Blaster для 8-битного домашнего компьютера Commodore 64; в ней герой ходит по улице с бумбоксом и под музыку обстреливает людей, чтобы заставить их танцевать.

## Расцвет
Главным фактором взлёта спроса на бумбоксы стали уличные виды активности — джемы и баттлы, когда группы молодёжи стали демонстрировать свои стили друг другу, соревнуясь в танцевальном умении и в мастерстве чтения рэпа. Новый тип аудиоустройства до сих пор привлекает именно этой возможностью — потанцевать, обменяться музыкальными треками и сделать новую запись в любом месте.
На популярность бумбокса в уличных тусовках сильно повлияли медиа — FM-станции и телевидение, подстегнув тягу к широкому общению и к самодеятельному творчеству. Определённо, у фирм-производителей появился мощный стимул: чей бумбокс выдаст более мощный и сочный звук, у какой модели дольше не садятся батарейки.
Помимо всего прочего, всё ещё имеют значение возможности смикшировать треки при воспроизведении и, при надобности, записать звук. Поэтому при выборе модели учитываются характеристики радиоприёмника, колонок, магнитофонного или CD-блока и усилителя, а также наличие микрофонов или микрофонного входа.

## Примечательные модели и марки

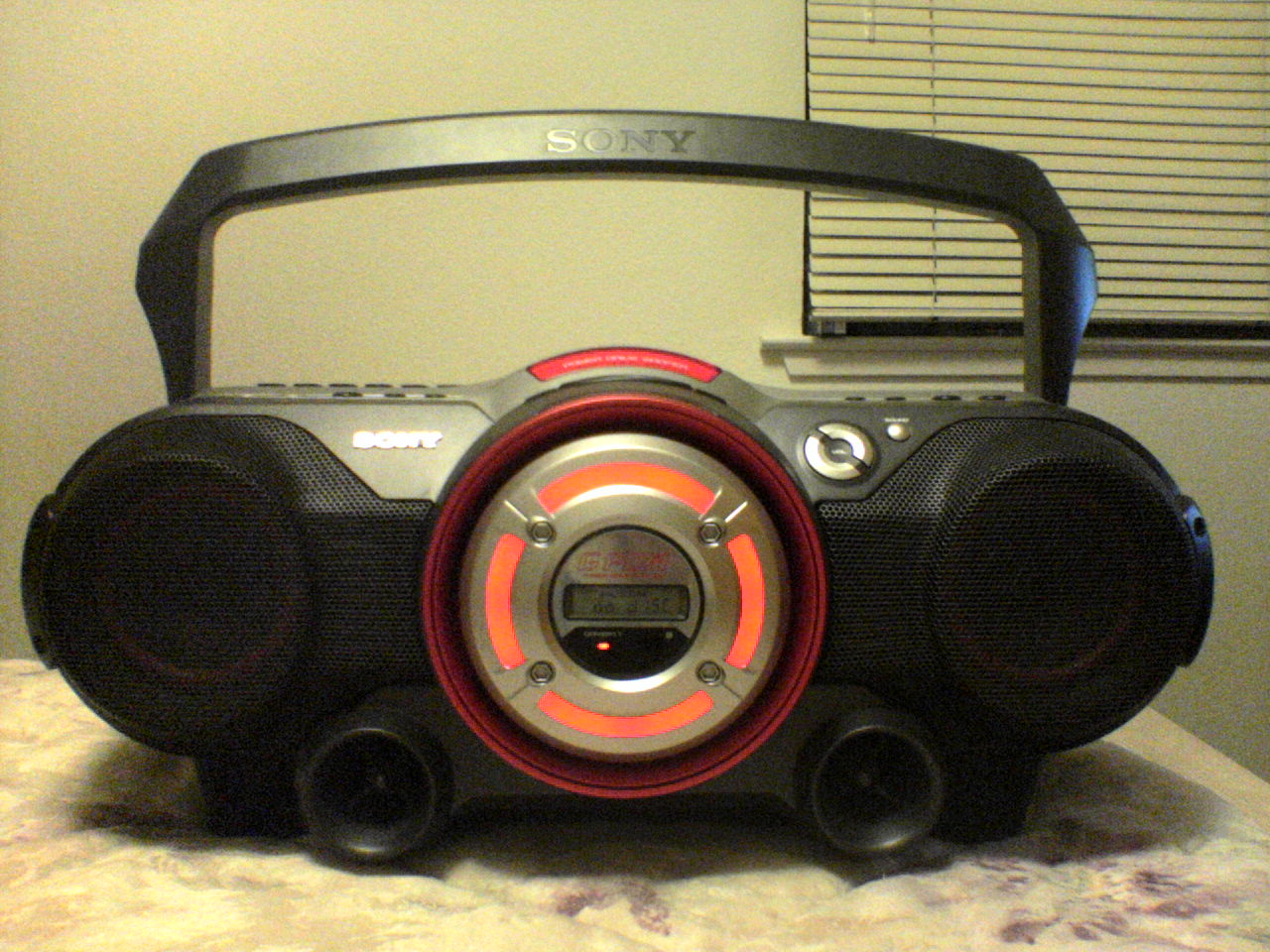
Sony boombox, 2005 года выпуска

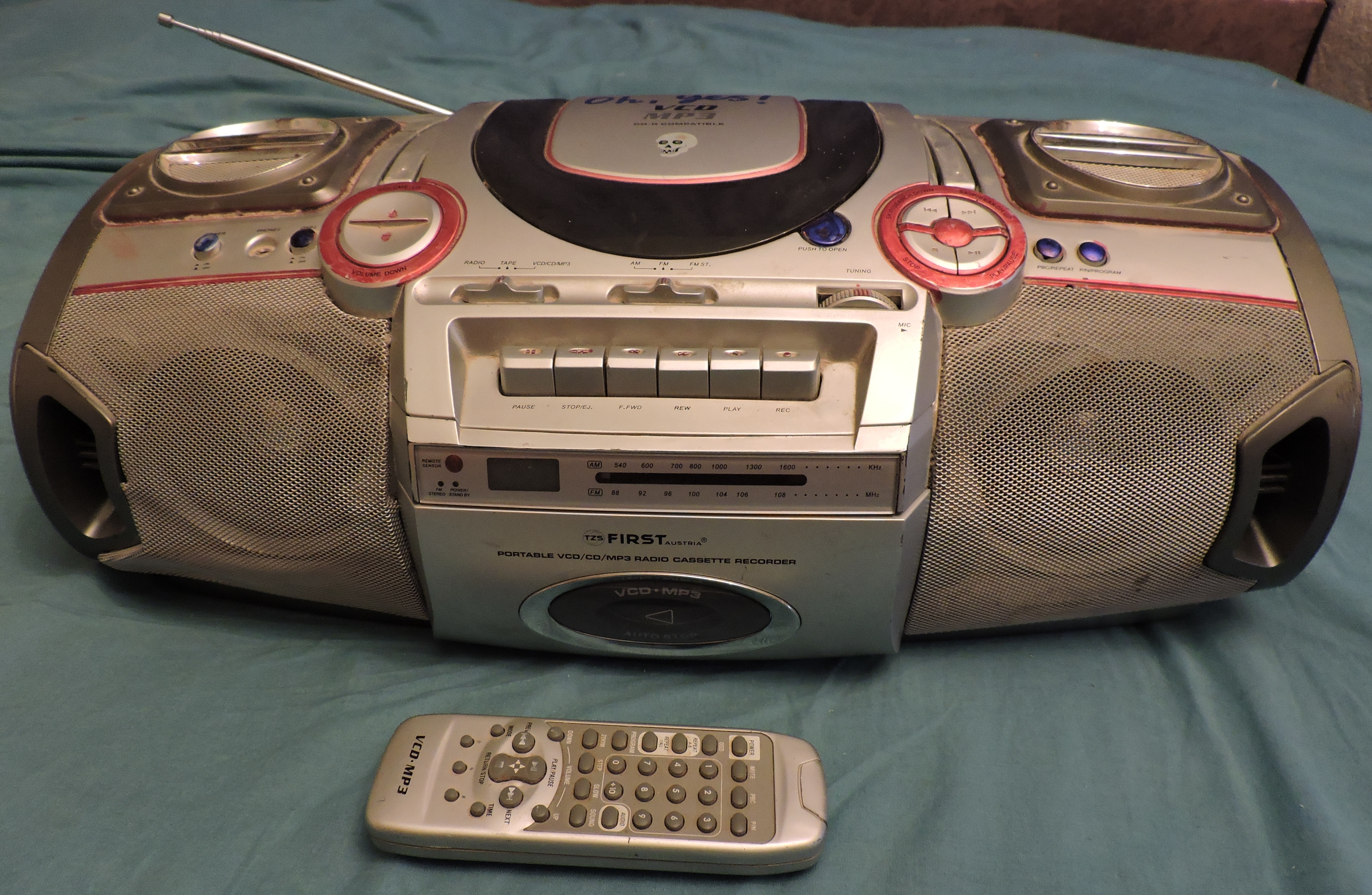
Некоторые модели бумбоксов имеют пульт дистанционного управления

Некоторые известные бумбоксы и бренды в середине 80-х:
- Hitachi TRK серии (TRK-8080)
- JVC RC серии (RC-M90)
- JVC PC серии (PC-5)
- Panasonic RX серии (RX-5350, RX-7700, RX-7000)
- Crown SZ серии (SZ-5100)
- Lasonic серии (TRC-931, TRC-320T)
- Conion (известный как Clairtone в Канаде)
- Sharp GF серии (GF-8989, GF-9696, GF-9494, и заслужившие статус «культовых» в СССР GF-777, GF-800 и GF-939)
- Sharp VZ серии (комбинации с вертикальным проигрывателем виниловых дисков)
- Sanyo MX серии (M-X920)

Сто́ит также упомянуть других производителей, таких как Toshiba, Pioneer, General Electric, Magnavox, Lloyd, Sony, Aiwa, Philips и Yamaha.

## Эстетика
Популярность больших переносных стереосистем в начале 90-х пошла на спад, и лишь некоторые модели производятся до сих пор. Прямоугольные угловатые хромированные модели 80-х годов в 90-х сменили чёрные пластиковые с другим дизайном, в котором доминируют плавные изгибы. Модели старого дизайна являются источником интереса многих коллекционеров и энтузиастов.

## В наши дни
В наши дни бумбоксы практически везде вытеснены портативными цифровыми проигрывателями[какими?] или Bluetooth-колонками для смартфонов. 
Однако, для любителей бумбоксов выпускается несколько видов устройств, способных их заменить: большие цифровые проигрыватели, в которые можно вставить флеш-карту, внешне копирующие ранние бумбоксы 80-х и не уступающие им в громкости; 
колонки для портативных гаджетов, внешне копирующие бумбоксы 80-х  и многие другие симуляторы магнитофона.
Для тех же, кто не хочет расставаться со своим кассетным бумбоксом, есть выход: mp3-кассета-адаптер, представляет собой проигрыватель цифровых файлов с магнитной головкой. В такую «кассету» вставляется флеш-карта, а сама кассета — в кассетоприёмник бумбокса (или любого другого кассетного магнитофона), треки с флеш-карты преобразовываются в аналоговый формат и подаются на магнитную головку устройства, которая соприкасается с головкой бумбокса, таким образом заменяя реальную кассету.
Сейчас бумбоксы всё реже стали появляться в магазинах электроники. Они вновь стали популярны в 2010-х годах, но уменьшились в размере. Некоторые новые модели поддерживают Bluetooth.